# 崔元综
崔元綜（7世纪—8世纪），唐朝和武周官员，在武则天年间任宰相。

## 家世
崔元綜出自于清河崔氏定著六房之一的郑州崔氏，曾祖父崔君肅在唐高祖年间为黄门侍郎、鸿胪卿、秦王府长史、使持节襄州诸军事、襄州刺史。祖父崔思约，和州刺史。父崔哲，任太原祁县令，赠国子司业，武周年间为中大夫行并州盂县令。

## 武则天年间
武则天天授年间（690年 - 692年），崔元综累转秋官侍郎。如意元年（692年）八月，武则天任他为鸞臺侍郎，授同鳳閣鸞臺平章事，为实质宰相。崔元综为政勤勉，经常工作到很迟，几乎不休息。他行事谨慎，二十余年不享用美食大餐。但他外表宽容，内心严酷，对人们吹毛求疵课以重罚，人们因此畏惧且鄙视他。次年（693年）八月，他被弹劾有罪，流放振州，朝野都为此欢欣鼓舞。不久他被赦免，被召回任監察御史。

## 唐中宗年间
神龙元年（705年），武则天被政变推翻，她曾登基为帝的儿子李显复辟，即唐中宗。唐中宗年间，崔元综任尚書左丞，唐睿宗景云二年（711年）六月，任蒲州都督，不久因老病而致仕。退休后，他学习道家的炼金术，以求延年益寿。他活到九十余岁，但卒年不详。

## 轶闻
《定命录》有两则崔元综的故事：
1.崔元综曾任益州参军，想结婚，已经定了吉日，忽然梦见有人对他说：“这家的女子不是你的妻子，你的妻子今天才出生。”他便在梦中随此人来到洛阳履信坊十字街西道北的一户人家，进到室内的东屋旁，看到一个妇女正好生了一个女儿，那人说：“这才是你的妻子。”崔元综惊醒，不相信。这时传来消息，他正要娶的女子暴亡。崔元综直到五十八岁官居四品才娶了侍郎韦陟十九岁的堂妹。韦氏虽然觉得崔元综年纪大，但还是嫁给了他，就在履信坊韦家宅院成亲，新娘子原来果然是住在东屋的。推算起来，她出生的年月，正是崔元综做梦的那一天，崔元综后来官至三品官，活到九十岁。韦夫人与他白头偕老，共同生活四十年，享尽了荣华富贵。
2.武则天年间，崔元综官至宰相，令史奚三儿说：“您六十天以内要被流放到南海；六年之中有三次该死，但最终不会死。从这以后，你将更换官职，最后还会官复原职，寿数是一百岁，最终要饿死。”经过六十天，果然获罪被流放到南海以南，几年后得了血痢病，病了百日，病情极为危重却没有死。遇赦回京，乘船渡海遭遇大风浪，船被淹没，一同乘船的人都死了，只有崔元综一个人抱住一块木板，随波漂荡，忽上忽下，漂泊到一个小岛上，进入芦苇丛。他抱的木板上有一个大钉子，正好从脊背扎进身体数寸，木板压在钉子上，他只能在泥水中昼夜忍痛呻吟罢了。这时忽然有一船人来到这个岛上，听到呻吟声，出于可怜把他救起来扶着上了船，并给他止血拔钉，很长时间才苏醒过来。盘问他的姓名，他说是原来的宰相，众人更可怜他并给他粮食，他一路讨饭吃。有一天他正在船上躺着，看见一个穿青绿色衣服的官员，他认出那官员是他当宰相时的令史，便招呼官员和自己说话，那官员又给他一些粮食，他才得以回到京城。六年以后，收录司回来，选曹司把原宰相情况上奏，武则天下令破格给崔元综官职。等到进宫拜谢那天，他被带到殿堂上问话，因崔元综穿着青绿色的衣服，则天见到后认出来曾见过，问他得到什么官职，他就把实情说了。武则天下诏吏部，令任命崔元综为赤尉。又等到进宫拜谢那天，武则天又特敕任他为御史。以后，他从御史做到郎官，多次升迁直到当了中书侍郎。他九十九岁时，子侄都死了，只有独身一人病卧在床上，唤奴婢拿饭粥，奴婢们欺他年老病重，都笑而不动。崔元综已没有能力责罚他们了，他们也都受不到处分。崔元综感叹气愤之下不吃东西，几天后死了。

## 评价
- 《旧唐书》
  - 则天时，宰相又有张光辅、史务滋、崔元综、周允元等，并有名绩。
  - 史臣曰：豆卢钦望、张光辅、史务滋、崔元综、周允元等，或有片言，非无小善，登于大用，可谓具臣。

## 子孙
- 子：崔志廉，银青光禄大夫、太子左庶子，历任洺、魏、襄、泽、仙等五州刺史。
  - 孙：崔杰，14岁以五经擢第，20岁补授太子校书。历任棣王府法曹、信王府士曹。天宝十一载（752年）终于东都洛阳，年五十一。

## 延伸阅读
[在维基数据编辑]
 《新唐書·卷114》，出自《新唐書》